# Santhomyza bezzii
Santhomyza bezzii is een vliegensoort uit de familie van de Anthomyzidae. De wetenschappelijke naam van de soort is voor het eerst geldig gepubliceerd in 1902 door Czerny.